# Stack Overflow
Stack Overflow е уебсайт, създаден от Джеф Атууд и Джоел Сполски през 2008 г.
Целта му е била да бъде по-добра алтернатива на по-ранните сайтове за въпроси и отговори като Experts-Exchange. Името на сайта е било избрано чрез вот, който се е състоял на блога за програмиране на Атууд през април 2008 г.
Сайтът представлява съвкупност от въпроси и отговори, които са изцяло насочени към компютърното програмиране.
Той дава възможност на потребителите да задават и да отговарят на въпроси, както и да гласуват за най-добър или най-лош въпрос или съответно отговор. Активните потребители получават точки за репутация или значки („badges“). Например потребител се сдобива с 10 точки за репутация при получаване на положителен глас за своя отговор към даден въпрос.
Главната разлика между Stack Overflow и Yahoo! Answers е затварянето на въпроси с цел предотвратяване на нискокачествено съдържание в сайта. Механизмът работи така, че всеки въпрос, преди да бъде публикуван на сайта, подлежи на проверка.

## История
Уебсайтът е създаден от Джеф Атууд и Джоел Сполски през 2008 г. На 31 юли 2008 г. Атууд призовава всичките си последователи да станат част от бетата на новия сайт, който все още не е бил публичен, като избира само тези, които са готови да тестват новия софтуер. На 15 септември 2008 г. сайтът е обявен за публично ползване и вече всеки може да търси помощ върху всякакви проблеми свързани с програмирането. Логото на сайта е било избрано чрез вот.

## Статистика
Проучване през 2013 е установило, че 77% от потребителите питат само един въпрос, 65% само отговарят на един въпрос и само 8% от потребителите отговарят на повече от 5 въпроса. От 2011 г. насам, 92% от въпросите са били отговорени за средно 11 минути. От 2013 софтуера на Stack Exchange автоматично изтрива затворени въпроси, които не отговарят на определени критерии, включително въпроси които не са отговорени за определен период от време.
Към август 2012 г., 443 000 от 1.3 милиона регистрирани потребители са отговорили на поне един въпрос, като от тях около 6000 (0,46% от общия брой на потребителите) е спечелил репутацията (точки) по-голяма от 5000. Репутация може да се получи най-бързо, като отговаряте на въпроси, свързани с тагове с по-ниска експертност, правейки толкова бързо (в частност да бъдете първите които да отговарят на въпрос), да сте активни по време на непикови часове и допринасяйки за различни области.
През юни 2015 г., 125 313 публикации са били заличени в рамките на последните 30 дни, от които около 8% са били заличени от модераторите.

## Технология
Stack Overflow е написан на C# използвайки ASP.NET MVC (Model-View-Controller) framework-а и Microsoft SQL Server за базата данни и обектно-релационният Dapper, използван за достъпа до данни.
Потребителите без регистрация имат достъп до повечето от функционалността на сайта, а потребителите, които се регистрират в (например чрез използване на услугата OpenID) могат да получат достъп до по-голяма функционалност, като например създаване на профил и възможността да печелят репутация, за да се даде възможност на функционалност като ре-маркиране на въпроси или гласуване, за затваряне на въпрос.

## Възприемане
Румънският изследовател Богдан Василеску критикува Stack Overflow, че правилата на сайта обезсърчават жените от активно участие, както и да задават и отговарят на въпроси. Критика от такъв вид подбужда към това, че общността в сайта промотира силно превъзходството над жените. Критики има също и към системата за награди, която позволява на участващите да получават нова функционалност, чрез която имат повече контрол върху постовете (posts) на останалите потребители.